# Nedko Nedev
Nedelčo Željazkov Nedev (* 18. října 1948) je bývalý bulharský zápasník – klasik.

## Sportovní kariéra
Připravoval se v Sofii v armádním klubu CSKA. Specializoval se na řecko-římský (klasický) styl. V bulharské mužské reprezentaci se pohyboval od počátku sedmdesátých let dvacátého století ve váze do 68 kg. V roce 1976 porazil v bulharské olympijské nominaci Biňa Čifudova a startoval na olympijských hrách v Montréalu. V úvodním kole olympijského turnaje prohrál před časovým limitem se Sovětem Surenem Nalbandjanem a ve třetím kole byl z bojů o medaile vyřazen po prohře s Polákem Andrzejem Supronem 7:9 na technické body. Po olympijských hrách přestoupil do vyšší velterové váhy do 74 kg. V roce 1980 dostal v bulharské olympijské nominaci pro start na olympijských hrách v Moskvě přednost Janko Šopov. Vzápětí ukončil sportovní kariéru.

## Výsledky
| Turnaj             | 1973 | 1974 | 1975 | 1976 | 1977 | 1978 | 1979 | 1980 |
| Turnaj             | 25   | 26   | 27   | 28   | 29   | 30   | 31   | 32   |
| Turnaj             | -68  | -68  | -68  | -68  | -74  | -74  | -74  | -74  |
| ------------------ | ---- | ---- | ---- | ---- | ---- | ---- | ---- | ---- |
| Olympijské hry     |      |      |      | úč.  |      |      |      | —    |
| Mistrovství světa  | 5.   | 4.   | —    |      | —    | —    | —    |      |
| Mistrovství Evropy | 2.   | —    | —    | —    | —    | —    | 3.   | 1.   |